# Nikolai Pawlowitsch Puchow

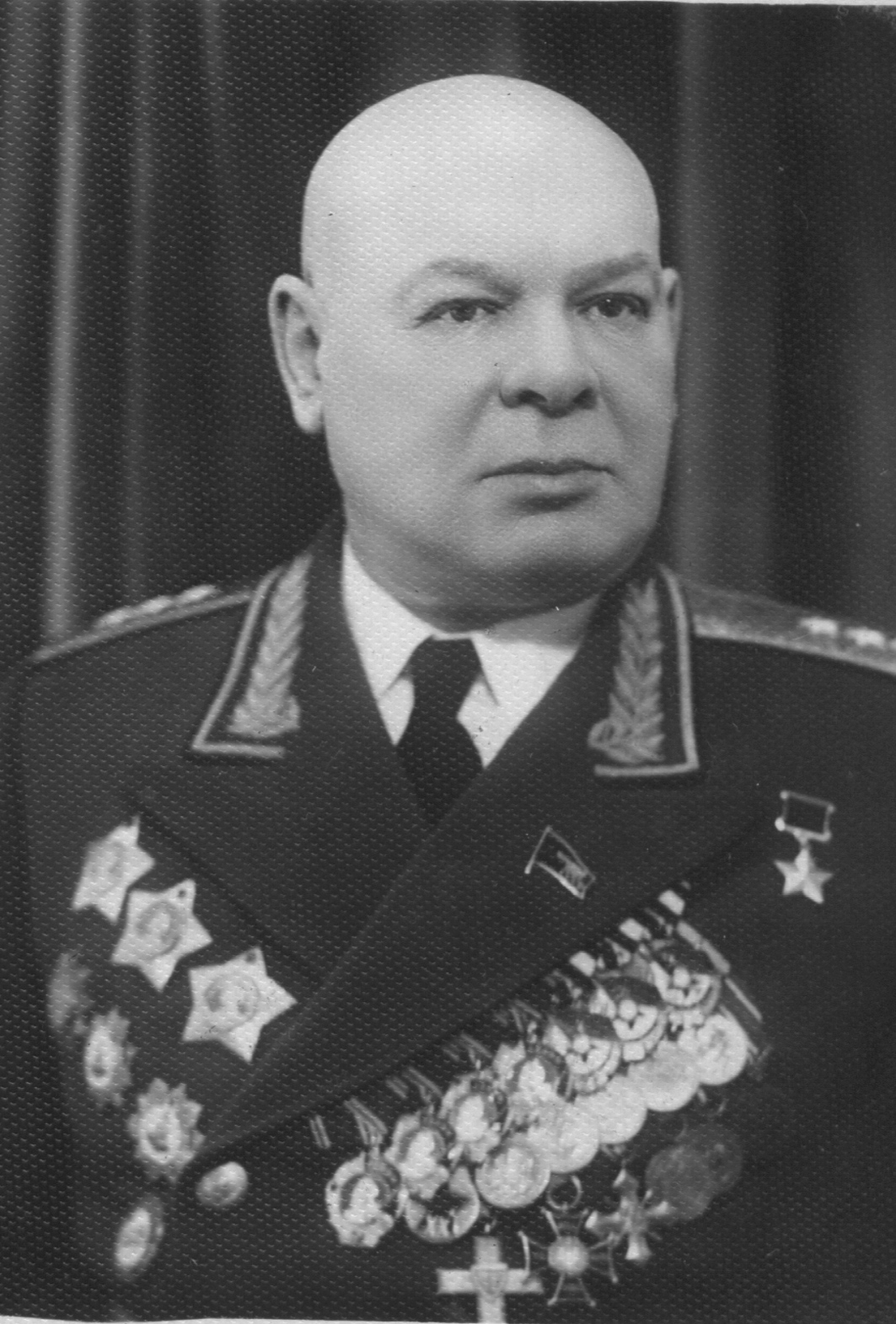
Nikolai Pawlowitsch Puchow

Nikolai Pawlowitsch Puchow (russisch Николай Павлович Пухов; * 13. Januarjul. / 25. Januar 1895greg. im Dorf Grishowo, Bezirk Babyninski, Oblast Kaluga; † 28. März 1958 in Moskau) war ein sowjetischer Generaloberst (1944) und Armeekommandant im Zweiten Weltkrieg, der 1943 als Held der Sowjetunion geehrt wurde.

## Leben
Puchow wurde in einer Familie russischer Nationalität als Sohn eines Hilfsarbeiters geboren. Seine Mutter arbeitete als Lehrerin an einer ländlichen Schule. Ab 1903 absolvierte er die Realschule von Zemstwo, ab 1915 besuchte er das theologische Seminar in Kaluga. Im selben Jahr begann er noch das Studium an der Moskauer Universität, musste aber wegen der Armut seiner Familie sein Studium im ersten Semester wieder abbrechen. Seit Oktober 1915 arbeitete er als Geschichts- und Literaturlehrer an der höheren Realschule des Dorfes Plochino im Bezirk Schisdra.

### Frühe Militärkarriere
Puchow trat im April 1916 als Freiwilliger in die zaristische Armee ein, absolvierte die Peterhofer Junkerschule und diente dann als Unteroffizier im 163. Reserve-Infanterieregiment von Tscheljabinsk. Seit Juni 1917 kämpfte er an der Nordfront im Verband des 744. Infanterie-Regiments: zunächst als Unteroffizier, dann als Führer eines berittenen Aufklärungszuges. Im September 1917 wurde er während der Verteidigung von Riga wurde verletzt und erkrankte darauf wegen der schlechten Versorgung im Krankenhaus an Skorbut. Im Januar 1918 wurde er im Rang eines Fähnrichs demobilisiert und kehrte in seine Heimatstadt zurück. Er trat noch im Februar 1918 der Roten Armee als Freiwilliger bei, dies geschah spontan, weil er seine am Bahnhof Liski angesiedelte Familie zu versorgen hatte. Er wurde zum Adjutanten des Stabschefs der neuformierten Roten Garde der Oblast Woronesch ernannt, welche im Mai 1918 zum 2. Woronescher-Schützen-Regiment zusammengefasst wurde. Im Russischen Bürgerkrieg bekämpfte er mit seinem Regiment zunächst die Kosaken unter General P. N. Krasnow. Im März 1919 wurde er im Abschnitt der Roten 8. Armee Stabschef der Kalachewer-Division an der Südfront, darauf im April Stabschef der 3. Brigade der 1. Besonderen Schützen-Division und im Oktober 1918 Stabschef der 1. Brigade der selbständigen Rjasaner-Schützen-Division. Er kämpfte dabei gegen die Weiße Garde in Südrussland unter General A. I. Denikin, unter anderem war er bei der Abwehr der Angriffe des Generals K. K. Mamontow beteiligt. Im November 1918 wurde seine Brigade zur 7. Roten Armee versetzt und in der  1. kombinierte Schützen-Division integriert. Dort nahm er an den Kämpfen gegen die finnischen Truppen an der Karelischen Landenge teil. Im Januar 1920 wurde seine Brigade ins Baltikum zur 15. Roten Armee versetzt und nahm zuerst an den Kämpfen gegen die lettischen Truppen und dann am Sowjetisch-Polnischen Krieg teil. Im September 1920 wurde er Stabschef der 61. (damals 63.) Brigade der 21. Schützen-Division, die noch gegen die Polen und dann gegen die Truppen von Bulak-Balachowitsch in Belarus eingesetzt wurde. Im Januar 1921 wurde er dann Stabschef der 21. Schützen-Division, die zunächst nach Archangelsk verlegt und im April nach Gorno-Altaisk verlegt wurde, wo er an Einsätzen gegen die Divisionen von A. P. Kaigorodow und A. S. Bakitsch teilnahm.
Seit April 1923 war er Stabschef der 35. Schützen-Division im Westsibirischen Militärbezirk. Von Januar 1924 bis März 1930 kommandierte er das 34. Omsker Schützen-Regiment bei der 12. Schützen-Division im Sibirischen Militärbezirk. Von September 1925 bis Oktober 1926 absolvierte er Schießkurs „Wystrel“ der Komintern, worauf er wieder sein letztes Regiment befehligte.
Seit März 1930 unterrichtete er an denselben Kursen, seit Dezember 1931 als Lehrer des Kurses und schließlich als Hauptlehrer des Kurses für Taktik. Von Juli 1932 bis März 1934 war er Assistent im Stab des Kommandeurs der 1. Panzer-Division der Roten Armee. Im Januar 1935 absolvierte er akademische Kurse zur Verbesserung des technischen Kommandopersonals an der Stalin-Militärakademie für Mechanisierung und Motorisierung der Roten Armee und wurde am 4. Dezember 1935 zum Oberst ernannt. Im Juli 1936 wurde er Stellvertreter des Führers der Trainingseinheiten der Roten Armee und im März 1938 übernahm er die Leitung der nach Stalin benannten Charkower Panzerschule. Seit April 1939 fungierte er als Lehrer an der nach W. M. Molotow benannten Militärischen Wirtschaftsakademie der Roten Armee. Am 2. April 1940 wurde er zum Brigadekommandeur und am 4. Juni 1940 zum Generalmajor befördert.

### Im Zweiten Weltkrieg
Zu Beginn des Zweiten Weltkriegs befehligte er seit August 1941 die 304. Schützen-Division. Als Teil der 38. Armee der Südwestfront nahm die Division im September 1941 an Verteidigungskämpfen in der Region Poltawa und im Oktober an der Verteidigung von Sumy und Charkow teil. Obwohl seine Division schwere Verluste erlitt, gelang es ihm eine allgemeine Panik beim Rückzug zu verhindern. Im Januar 1942 wurde er zum stellvertretenden Befehlshaber der 13. Armee der Brjansker Front ernannt. Die 13. Armee wurde am 12. März 1943 Teil der Zentralfront, ab dem 6. Oktober der Woronesch-Front und ab dem Oktober 1943 der 1. Ukrainischen Front. Im Juni–Juli 1942 nahm die 13. Armee während der Woronesch-Woroschilowgrader Operation an der Verteidigung von Kastornoje teil, wo seine zurückgehenden Truppen den deutschen Angriff standhielten und den gegnerischen Hauptangriff gegen die Stellungen der südlicher folgenden Armeen ablenkte. Bei der Woronesch-Kastornoje-Operation (Januar–Februar 1943) drang die 13. Armee rasch in deutsche Verteidigung ein und schloss aus dem Norden den Ring um die Kastornojer-Gruppierung der deutschen 2. Armee. Nach dem Vorstoß auf Maloarchangelsk versuchte die 13. Armee vergeblich, die Umzingelung der deutschen Orjoler-Gruppierung zu forcieren, konnte jedoch nur einen Vormarsch von 10 bis 20 Kilometern erzwingen. Für die Leistungen seiner Truppen wurde er am 14. Februar 1943 zum Generalleutnant befördert. Am nördlichen Teil des Kursker Frontbogens hielt die 13. Armee in der Schlacht von Kursk ihre Stellungen gegenüber der deutschen 9. Armee. Vom 5. bis 11. Juli konnten die Truppen mit Unterstützung der benachbarten 70. Armee die deutschen Angriffe schnell eindämmen und abschlagen.  Ende Juli und im August 193 nahm die 13. Armee auch an der Verfolgungen der erfolgreichen Orjoler Operation teil.  Die 13. Armee rückte die Armeetruppen in der Tschernigow-Poltawa-Operation mit einer Geschwindigkeit von 30 bis 40 Kilometern pro Tag rasch vor. Nacheinander konnten die Truppen die Flüsse Desna, Dnjepr und Pripjat überqueren und errichtete bei Tschernobyl einen Dnjepr-Brückenkopf nördlich von Kiew. Es waren die Truppen der 13. Armee, die am 22. September 1943 als erste von drei sowjetischen Fronten die den Fluss in der Schlacht am Dnjepr überquerten. Für seine geschickte Führung der Armee wurde ihm auf Anordnung des  Obersten Sowjets am 16. Oktober 1943 Generalleutnant Puchow der Titel eines Helden der Sowjetunion zuerkannt. Ende 1943 beteiligten sich die Truppen der 13. Armee an der Kiewer Offensive und an der Kiewer Verteidigungsoperation. Danach an den erfolgreichen Angriffsoperationen der 1. Ukrainischen Front von Schitomir-Berditschew (Dezember 1943), Rowno-Luzk, Proskurow-Cernowitz (März 1944) und Lwiw-Sandomir (Juli 1944). Am 26. August 1944 wurde er zum Generaloberst befördert. Im letzten Kriegsjahr 1945 war die 13. Armee an der Weichsel-Oder-Operation (Januar 1945), an der Nieder- und Oberschlesischen Operation sowie im April und Mai an der Berliner und Prager Operation beteiligt.

### Nachkriegszeit
Nach dem Krieg befehligte Puchow weiterhin die 13. Armee. Im Juni 1946 wurde er zum Kommandeur der 8. mechanisierten Armee im Militärbezirk Karpaten ernannt. Von Februar 1948 bis November 1951 war er Befehlshaber der Truppen des Militärbezirks Odessa. 1952 absolvierte er  höhere akademische Führerkurse an der Woroschilower Militärakademie. Von April bis November 1953 befehligte er die Truppen des Militärbezirks Nordkaukasus, von November 1953 bis Januar 1956 die Truppen des Westsibirischen und von Januar 1956 bis Juni 1957 die Truppen des Sibirischen Militärbezirks. Im Juni 1957 wurde er Hauptmilitärberater des Ministers der Streitkräfte der Rumänische Volksrepublik. Von 1950 bis zu seinem Tode war beim 3. und 4. Kongress der KPdSU-Mitglied des Obersten Sowjets der UdSSR, er verstarb 1958 in Moskau.